# Escuela de Estudios Avanzados en Ciencias de la Información y la Comunicación
La Escuela de Estudios Avanzados en Ciencias de la Información y la Comunicación (en francés: École des hautes études en sciences de l'information et de la communication; CELSA) es una Grande École francesa especializada en ciencias de la información y la comunicación. Administrativamente, es un departamento de la Facultad de Humanidades de la Universidad Sorbona, y sus instalaciones se encuentran en Neuilly-sur-Seine.
Fundada en 1957, la escuela prepara a los estudiantes para carreras de comunicación, marketing, recursos humanos y medios de comunicación. También es una de las catorce escuelas de periodismo francesas reconocidas por el sector.

## Profesores famosos
- Judith Ezekiel, catedrática de estudios sobre el feminismo y las mujeres y de estudios afroamericanos en la Universidad Estatal Wright en Dayton, Ohio